# Крюкова, Евгения Владиславовна
Евге́ния Владисла́вовна Крю́кова (род. 11 июня 1971, Москва) — советская и российская актриса театра и кино. Заслуженная артистка России (2005).

## Биография
Родилась в 1971 году в семье инженеров. Выросла в Москве в районе Ясенево. После окончания школы поступила в Московский архитектурный институт, который не окончила, уйдя с первого курса.
В 1988 году устроилась на работу в Московский молодёжный театр Вячеслава Спесивцева художником. Тогда же впервые вышла замуж — за актёра Михаила Жукова, вместе с которым стала выходить на сцену в качестве актрисы.
В 1990 году поступила на заочный факультет ГИТИСА. Труппа театра Спесивцева, в основном, состояла из выпускников и студентов театрального училища имени Щепкина. Однажды, случайно оказавшись зрителем на студенческом спектакле в этом училище, Крюкова получила предложение сниматься в кино на студии «Беларусьфильм». Однако эпизоды с небольшой ролью Крюковой были вырезаны.
Первой ролью Евгении Крюковой в кино была роль Раисы в романтической военной драме Анатолия Кокорина «Ванька-встанька» (1989).
В 1990 году (на первом курсе ГИТИСа) была приглашена приехавшим в Москву французским порно-режиссёром Франсисом Леруа в его эротическую картину «Секс и перестройка».
В 1991 году Крюкова сыграла великую княжну Татьяну в историко-психологической драме Карена Шахназарова «Цареубийца», а также заметную роль в комедии Валентина Мишаткина «Встретимся на Таити».
На третьем курсе ГИТИСа (в 1993 году) Крюкова начала выступать в театре имени Моссовета. Здесь же она и продолжила работу после окончания института в 1994 году (руководитель курса — П. О. Хомский). На сцене этого театра сыграла множество ролей, среди которых: Донья Мария Небургская, королева Испании («Рюи Блаз»), Камилла («Любовью не шутят»), Агнесса («Школа жён»), Елена Корф («Московское гнездо»), Порция («Венецианский купец»), Виола («Двенадцатая ночь, или Всё равно что») и другие.
Широкую известность Евгении Крюковой принесли телесериалы «Петербургские тайны» и «Развязка Петербургских тайн», где она сыграла Юлию Бероеву. Затем снялась в сериалах «Досье детектива Дубровского» и «Бандитский Петербург» (следователь Поспелова).
В 2003 году кинорежиссёр Эльдар Рязанов пригласил Крюкову на одну из главных ролей в комедии «Ключ от спальни». Ещё одной заметной работой стала её роль в фильме Сергея Соловьёва «О любви», поставленном по рассказам А. П. Чехова.

## Творчество

### Работы в кино
- 1989 — Ванька-встанька — Раиса
- 1990 — Мир в другом измерении (фильм № 2 «Зона — мир в другом измерении») — медсестра
- 1990 — Секс и перестройка / Sex еt perestroika (Франция) — Женя
- 1991 — Встретимся на Таити — Лена
- 1991 — Цареубийца / The Assassin of the Tsar (Великобритания, СССР) — великая княжна Татьяна Николаевна
- 1992 — Далеко от Санкт-Петербурга / Daleko ot Sankt-Peterburga (Латвия, Австрия) — Вера
- 1992 — Три дня вне закона — Маша
- 1993 — Русский роман / Russian Romance / Ruský román (Россия, Словакия, Германия) — Елизавета Санина
- 1994 — Петербургские тайны — Юлия Бероева
- 1999 — Фома Опискин (телеспектакль) — Настенька
- 1999 — Развязка Петербургских тайн — Юлия Бероева
- 1999 — Д. Д. Д. Досье детектива Дубровского — Маша Володина / Тамара Александровна Хромова
- 2000 — Бандитский Петербург. Фильм 1. Барон — Лидия Александровна Поспелова, следователь прокуратуры (3-я — 5-я серии)
- 2000 — Репете — Вера
- 2002 — Упасть вверх — героиня
- 2003 — Последний советский фильм / The Last Soviet Movie (Латвия, Австрия) — Вера
- 2003 — С ног на голову — Ольга «Ландыш», эстрадная певица
- 2003 — Каждый взойдёт на Голгофу (Казахстан, Россия) — Анжелика Ростоцкая, кинозвезда
- 2003 — Ключ от спальни — Аглая
- 2003 — О любви — Ольга Ивановна Смирнова
- 2004 — Честь имею! — Анна Сергеевна
- 2005 — Казароза — Милашевская
- 2005 — Небесная жизнь — Лера Ефремова
- 2005 — Умножающий печаль — Марина, жена Серебровского
- 2006 — Андерсен. Жизнь без любви — Йени Линд / Принцесса в сказках «Тень» и «Свинопас»
- 2006 — Ведьма / Noid — Мэрил
- 2007 — Майор Ветров (Беларусь) — Марина
- 2008 — Золотой ключик — Евдокия Романовна
- 2009 — Возвращение мушкетёров, или Сокровища кардинала Мазарини — Луиза де Лавальер
- 2009 — Дом на Озёрной
- 2009 — Анна Каренина — княгиня Бетси Тверская
- 2009 — Савва Морозов — Мария Фёдоровна Андреева
- 2009 — Гамлет. XXI век — Гертруда
- 2011 — Бабушка на сносях — Кира
- 2012 — Марьина Роща — Нина Проходяева
- 2014 — Марьина Роща 2 — Нина Проходяева
- 2017 — Купи меня — мама Кати
- 2019 — Формула мести — Галя (Галочка), сестра Калашникова
- 2020 — Катран — Галина Калашникова
- 2021 — Подражатель — Анастасия Юрьевна Перевезенцева, серийный убийца

### Театральные работы
Театр «Человек» :
- «Биография» Макс Фриш. Режиссёр: Владимир Скворцов — Антуанетта . Премьера состоялась 23 декабря 2018 года

Театр на Малой Бронной:
- «Анна Каренина» Л. Н. Толстой. Режиссёр: А. Житинкин — Анна Каренина. Позже спектакль был поставлен в Авторском театре Андрея Житинкина. Премьерные спектакли состоялись на сцене Театриума на Серпуховке, Театра Киноактера и в Ярославле.
- «Трио». Режиссёр: П. Штейн — Клара Шуман

Театр имени Моссовета:
- «Рюи Блаз» — Донья Мария Небургская, Королева Испании
- «Любовью не шутят» — Камилла
- «Школа жён» — Агнесса
- «Московское гнездо» — Елена Корф
- «Венецианский купец» — Порция. Режиссер А.Житинкин
- «Чёрная невеста, или Ромео и Жанетта» — Жанетта.  Режиссер А. Житинкин
- «Двенадцатая ночь, или Всё равно что» — Виола
- «Дамская война» — Графиня Сесиль Д’Отреваль
- «Фома Опискин» Ф.М. Достоевский. Режиссёр: П. Хомский — Настенька
- «Не будите мадам» Ж. Ануй. Режиссёр: Ю. Ерёмин — Аглая
- «В случае убийства набирайте „М“» по пьесе-детективу Ф. Нотта. Режиссер: Ю. Еремин — Марго Уэндис
- «В пространстве Теннесси У.» по мотивам произведений Т. Уильямса и С. Ямамото. Режиссёр: Ю. Ерёмин — Бланш
- «Циники» А. Б. Мариенгоф. Режиссёр: С. Аронин — Ольга
- «Морское путешествие 1933 года» на тему фильма С. Крамера «Корабль дураков». Режиссёр: Ю. Ерёмин — Графиня
- «Baden-Баден» по мотивам романа И. С. Тургенева «Дым». Режиссёр: Ю. Ерёмин — Ирина
- «Странник» по пьесе М. Горького «Старик». Режиссер: Ю. Ерёмин — Софья Марковна
- «8 любящих женщин» по пьесе Р. Тома. Режиссер: О. Невмержицкая — Пьеретта
- «Карлсон» по повести А. Линдгрен «Малыш и Карлсон, который живет на крыше». Режиссер: В. Боковин — Мама

### Озвучивание мультфильмов
- 2006 — Моя любовь — Серафима Константиновна

### Съёмки в клипах
- 1997 — «Аленький цветок» (Игорь Наджиев). Режиссёр: Г. Юнгвальд-Хилькевич[5]

## Награды и премии
- 2005 — Заслуженная артистка России.[3]